# 팽성읍
팽성읍(彭城邑)은 평택시의 안성천 유역에 있는 읍이다. 조선 시대에는 평택시의 다른 지역과 달리 충청도에 속해 있었고, 1914년에 경기도 진위군에 편입되기 전까지는 충청남도 평택군이었다. 캠프 험프리스가 위치한 군사도시로, 읍사무소는 객사리에 있다.

## 역사
- 충청남도 평택군
- 1914년 4월 1일 경기도 진위군 부용면(芙蓉面) 12개 리와 서면(西面) 13개 리로 개편하였다.[1]

| 도령 제10호, 고시 제28호                                                                         |               |             |
| 구 행정구역                                                                                      | 신 행정구역   | 신 행정구역 |
| 평택군 동면 노련리(老蓮里), 와칠동(瓦七洞)                                                       | 평택군 부용면 | 노와리      |
| 평택군 동면 상평리(上坪里)                                                                       | 평택군 부용면 | 평궁리      |
| 평택군 읍내면 상궁리(上宮里)                                                                     | 평택군 부용면 | 평궁리      |
| 평택군 읍내면 객사리(客舍里), 상신대리(上新垈里), 하신대리(下新垈里), 대정리(大井里), 교촌(校村) | 평택군 부용면 | 객사리      |
| 평택군 읍내면 두리(頭里), 누촌(樓村)                                                             | 평택군 부용면 | 두리        |
| 평택군 북면 근내동 일부                                                                          | 평택군 부용면 | 두리        |
| 평택군 북면 근내동(近乃洞) 일부                                                                  | 평택군 부용면 | 근내리      |
| 평택군 북면 원봉리(院峯里), 흑석리(黑石里)                                                       | 평택군 부용면 | 석봉리      |
| 평택군 북면 원정리(院井里)                                                                       | 평택군 부용면 | 원정리      |
| 평택군 북면 추팔리(秋八里)                                                                       | 평택군 부용면 | 추팔리      |
| 평택군 서면 내리(內里), 대추리(大秋里) 일부                                                      | 평택군 부용면 | 내리        |
| 평택군 서면 동창리(東倉里)                                                                       | 평택군 부용면 | 동창리      |
| 평택군 읍내면 하궁리(下宮里), 신흥리(新興里)                                                     | 평택군 부용면 | 신궁리      |
| 평택군 북면 호치동 일부                                                                          | 평택군 부용면 | 신궁리      |
| 평택군 북면 신리(新里), 호치동(虎峙洞) 일부                                                      | 평택군 부용면 | 신호리      |
| 평택군 동면 남산리(南山里)                                                                       | 평택군 서면   | 남산리      |
| 평택군 남면 대사동(大沙洞)                                                                       | 평택군 서면   | 대사리      |
| 평택군 남면 노중리(老中里), 노상리(老上里), 신성리(新成里) 일부                                  | 평택군 서면   | 노성리      |
| 평택군 남면 두곡리(斗谷里), 월정리(月井里)                                                       | 평택군 서면   | 두정리      |
| 평택군 남면 석교리(石橋里), 서근리(西斤里)                                                       | 평택군 서면   | 석근리      |
| 평택군 남면 송중리(松中里), 송하리(松下里), 개화리(開花里)                                       | 평택군 서면   | 송화리      |
| 평택군 남면 서정리(西亭里), 안현리(鞍峴里)                                                       | 평택군 서면   | 안정리      |
| 평택군 남면 노하리(老下里)                                                                       | 평택군 서면   | 노양리      |
| 평택군 경양면 인처리(仁處里)                                                                     | 평택군 서면   | 노양리      |
| 평택군 경양면 본안리(本堰里), 경정리(鯨井里)                                                     | 평택군 서면   | 본정리      |
| 평택군 경양면 도두리(掉頭里)                                                                     | 평택군 서면   | 도두리      |
| 평택군 경양면 신대리(新垈里)                                                                     | 평택군 서면   | 신대리      |
| 평택군 서면 대추리(大秋里) 일부                                                                  | 평택군 서면   | 대추리      |
| 평택군 서면 경정리(京井里), 함등촌(咸登村)                                                       | 평택군 서면   | 함정리      |
- 1934년 4월 1일 부용면과 서면을 팽성면으로 합면하였다. (25법정리)
- 1938년 10월 1일 진위군을 평택군으로 개칭하였다.[2]
- 1979년 5월 1일 팽성면을 팽성읍으로 승격하였다.[3]
- 1995년 5월 10일 송탄시, 평택시, 평택군을 평택시로 통합하였다.[4]
- 1972년 9월 1일~1980년 2월 5일: 평택군 안정출장소.
- 1980년 2월 5일~1998년 10월 7일: 팽성읍 안정출장소.

## 행정 구역

팽성읍의 법정리 지도

2014년 11월 12일 기준이다. (평택시조례 제1228호)
| 법정리 | 한자명   | 행정리     | 비고                           |
| ------ | -------- | ---------- | ------------------------------ |
| 객사리 | 客舍里   | 객사1~6리  | 읍소재지및 행정복지센터 소재지 |
| 남산리 | 南山里   | 남산1~5리  |                                |
| 추팔리 | 秋八里   | 추팔1~2리  |                                |
| 노와리 | 老瓦里   | 노와1~4리  |                                |
| 평궁리 | 坪宮里   | 평궁1~2리  |                                |
| 신궁리 | 新宮里   | 신궁1~2리  |                                |
| 두리   | 頭里     | 두1~2리    |                                |
| 신호리 | 新虎里   | 신호1~2리  |                                |
| 근내리 | 近乃里   | 근내리     |                                |
| 석봉리 | 石峯里   | 석봉리     |                                |
| 석근리 | 石斤里   | 석근1~2리  |                                |
| 원정리 | 院井里   | 원정리     |                                |
| 도두리 | 棹頭里   | 도두리     | 캠프 험프리스                  |
| 함정리 | 咸井里   | 함정1~2리  | 캠프 험프리스                  |
| 신대리 | 新垈里   | 신대1~4리  |                                |
| 본정리 | 本井里   | 본정1~2리  |                                |
| 노양리 | 老陽里   | 노양1~2리  |                                |
| 노성리 | 老成里   | 노성1~2리  |                                |
| 두정리 | 斗井里   | 두정1~3리  |                                |
| 대사리 | 大沙里   | 대사1~2리  |                                |
| 안정리 | 安亭里   | 안정1~12리 |                                |
| 동창리 | 東倉里   | 동창리     | 캠프 험프리스                  |
| 내리   | 內里     | 내리       | 캠프 험프리스                  |
| 대추리 | 大秋里   | 내리       | 캠프 험프리스                  |
| 송화리 | 松花里   | 송화1~9리  |                                |
| 25개리 | 71행정리 |            |                                |

## 주요 시설
- 캠프 험프리스

## 교육
- 팽성초등학교
- 평택송화초등학교
- 계성초등학교
- 부용초등학교
  - 노와분교 (폐교) - 팽성읍 노와길 36 (노와리)
- 청담중학교
- 청담고등학교

## 아파트
| 단지명              | 건설사         | 시행사       | 주소 | 입주        | 비고     |
| ------------------- | -------------- | ------------ | ---- | ----------- | -------- |
| 송화주공            | 호반건설산업㈜ | 대한주택공사 |      | 2004년 4월  | 국민임대 |
| 우미이노스빌        | ㈜우미개발     | ㈜우미개발   |      | 2005년 12월 |          |
| 송화마을 현대홈타운 | 현대건설       | ㈜뉴원씨엠   |      | 2005년 1월  |          |
- 늘푸른오스카빌 - 2010년 3월 입주 / 늘푸른오스카빌㈜
- 대원 - 2002년 8월 입주 / 대원산업개발㈜